# Río Las Yangas
Der Río Las Yangas ist ein 32 km langer linker Nebenfluss des Río Marañón, linker Quellfluss des Amazonas. Der Río Las Yangas durchfließt die Provinz Celendín in der Region Cajamarca in Nord-Peru. Die Gesamtlänge einschließlich Quellflüssen beträgt 67,3 km.

## Flusslauf
Der Río Las Yangas entsteht am Zusammenfluss von Río Jadibamba (links) und Río Sendamal (rechts) auf einer Höhe von etwa 1600 m. Der Fluss fließt anfangs nach Nordosten. Bei Flusskilometer 22 nimmt er den Río Grande, der von der Provinzhauptstadt Celendín von Süden heranströmt, auf. Anschließend durchschneidet der Río Las Yangas  
das Gebirge der peruanischen Westkordillere in einer engen Schlucht in nordnordöstlicher Richtung und erreicht schließlich auf einer Höhe von etwa 750 m den Río Marañón. Im Unterlauf treffen die beiden Nebenflüsse Río Chalan und Río Chumuch von links auf den Río Las Yangas.

## Quellflüsse
Der Río Jadibamba ist der etwa 37 km lange linke Quellfluss des Rio Las Yangas. Er entspringt (⊙) im Südwesten des Distrikts Huasmín. Der Río Jadibamba fließt anfangs 13 km nach Norden. Anschließend wendet er sich nach Nordosten. Auf seinen letzten 8 Kilometern fließt der Río Jadibamba in Richtung Ostsüdost.
Der Río Sendamal ist der etwa 37 km lange rechte Quellfluss des Río Las Yangas. Er entspringt (⊙) im äußersten Westen des Distrikts Sucre auf einer Höhe von etwa 3770 m. Der Río Sendamal fließt in überwiegend nördlicher Richtung. Zwischen den Flusskilometern 30 und 10 befindet sich am linken Flussufer der Distrikt Sorochuco. Etwa ab Flusskilometer 28 liegt am rechten östlichen Flussufer der Distrikt Huasmín. Auf den unteren 10 Kilometern durchquert der Río Sendamal den Distrikt Huasmín und trifft schließlich auf den von Westen kommenden Río Jadibamba.

## Einzugsgebiet
Das 1242,7 km² große Einzugsgebiet des Río Las Yangas erstreckt sich über den zentralen Teil der Provinz Celendín. Es liegt an der Ostseite der peruanischen Westkordillere. Das Einzugsgebiet des Río Las Yangas grenzt im Osten an das des oberstrom gelegenen Río Marañón, im Südosten an das des Río Cantange, im Süden an das des Río Cajamarca, im Westen an das des Río Llaucano sowie im Norden an das des abstrom gelegenen Río Marañón.